# Швейцария на «Евровидении-2010»
Швейцария снова выбрала участника внутренним отбором. На этот раз едет 38-летний Michael von der Heide, с песней Il pleut de l’or, что переводится Золотой дождь. Песня презентована на церемонии Swiss Awards, которая была проведена 9 января 2010 года в Швейцарии. На Евровидение 2010 Швейцария не прошла в финал. Самое большое в полуфнале (2) Швейцарии дала  Грузия.